# Thulani Maseko
Thulani Rudolf Maseko (* 1. März 1970; † 21. Januar 2023 in Luhleko, Manzini) war ein Menschenrechtsanwalt und Oppositionspolitiker aus Eswatini sowie Mitgründer der Sektion der Lawyers for Human Rights in Eswatini. 2011 erhielt er den Vera Chirwa Prize für seine Verdienste um die Menschenrechte.

## Leben
Thulani Maseko stammte aus Luhleko, einem Ort bei Bhunya in der Region Manzini.
Am 18. März 2014 wurde Thulani zusammen mit dem Journalisten Bheki Makhubu wegen Missachtung des Gerichts verurteilt und inhaftiert, nachdem er in Zeitungsartikeln das Justizsystem des Landes kritisiert hatte.
Im April 2014 wurde auch der Generalsekretär des People’s United Democratic Movement (PUDEMO) Mlungisi Makhanya inhaftiert, weil er ein T-Shirt trug, mit dessen Aufdruck die Partei gegen die Inhaftierung der beiden Aktivisten Maseko und Makhubu protestierte.
Im August 2014 schrieb Maseko an den US-Präsidenten Barack Obama und bat ihn um Intervention vor dem United States–Africa Leaders Summit 2014. Im März 2015 wurde er daraufhin in Einzelhaft genommen.
Maseko wurde am 30. Juli 2015 aus dem Gefängnis entlassen. Er war von Amnesty International als „Prisoner of Conscience“ anerkannt worden.
Thulani war seit 2008 mit Tanele Maseko verheiratet.

## Tod
Am 21. Januar 2023 wurde er von Unbekannten in seinem Haus, etwa 50 Kilometer von der Hauptstadt Mbabane entfernt, erschossen. Die Tat ereignete sich nur wenige Stunden, nachdem König Mswati III. Aktivisten, die die Abschaffung der Monarchie forderten, gewarnt hatte, sie sollten „sich nicht darüber beschweren, dass sie von Söldnern umgebracht werden“. Laut Sikelela Dlamini, Generalsekretär des von Maseko gegründeten Swaziland Multistakeholder Forum (SMF), hätten der oder die Täter ihn von außen durch ein Fenster des Hauses erschossen, in dem er sich mit seiner Familie aufhielt.

### Reaktionen
Der Hohe Kommissar der Vereinten Nationen für Menschenrechte, Volker Türk, forderte Eswatini am 23. Januar 2023 auf, eine „unverzügliche, unabhängige, unparteiische und wirksame Untersuchung“ der Ermordung des prominenten Oppositionspolitikers zu gewährleisten und „alle Verantwortlichen in fairen Verfahren zur Rechenschaft zu ziehen“. Er erklärte:

“Thulani Maseko was a stalwart of human rights who, at great risk to himself, spoke up for many who couldn’t speak up for themselves. His cold-blooded killing has deprived Eswatini, southern Africa and the world of a true champion and advocate for peace, democracy and human rights.”

„Thulani Maseko war ein Verfechter der Menschenrechte, der unter großer Gefahr für sich selbst für viele eintrat, die nicht für sich selbst sprechen konnten.
Seine kaltblütige Ermordung hat Eswatini, das südliche Afrika und die Welt um einen wahren Vorkämpfer und Fürsprecher von Frieden, Demokratie und Menschenrechten beraubt.“

## Werke (Auswahl)
- The drafting of the Constitution of Swaziland. In: African Human Rights Law Journal. Band 8, Nr. 2, Januar 2008, OCLC 5839924094 (englisch, journals.co.za).
- Artikel im Nation Magazine:
  - „Speaking my mind.“ Februar 2014.
  - „Where the law has no place.“ März 2014. (in Bezug auf eine Verurteilung von Bansthana Vincent Gwebu durch den damaligen Chief Justice of Swaziland,  Michael Ramodibedi.)